# Fiona Bigwood
Fiona Clare Bigwood (Londres, 24 de abril de 1976) es una jinete británica que compite en la modalidad de doma.
Participó en los Juegos Olímpicos de Río de Janeiro 2016, obteniendo una medalla de plata en la prueba por equipos (junto con Spencer Wilton, Carl Hester y Charlotte Dujardin). Ganó una medalla de plata en el Campeonato Mundial de Doma de 2010 y una medalla de plata en el Campeonato Europeo de Doma de 2015.

## Palmarés internacional
| Juegos Olímpicos   | Juegos Olímpicos           | Juegos Olímpicos | Juegos Olímpicos |
| Año                | Lugar                      | Medalla          | Categoría        |
| ------------------ | -------------------------- | ---------------- | ---------------- |
| 2016               | Río de Janeiro (Brasil)    | Medalla de plata | Por equipos      |
| Campeonato Mundial |                            |                  |                  |
| Año                | Lugar                      | Medalla          | Categoría        |
| 2010               | Lexington (Estados Unidos) | Medalla de plata | Por equipos      |
| Campeonato Europeo |                            |                  |                  |
| Año                | Lugar                      | Medalla          | Categoría        |
| 2015               | Aquisgrán (Alemania)       | Medalla de plata | Por equipos      |